# Sputnik, má láska
Sputnik, má láska (japonsky スプートニクの恋人, Spútoniku no koibito) je jeden z několika Murakamiho románů, které by bylo možno označit jako milostný příběh – love story. Ale ani zde nejde o banální vyprávění o kladném lidském citu, ale o složitý trojúhelník s nešťastným koncem – o lásku nedosažitelnou a nenaplněnou.

## Obsah
Vypravěč románu, učitel na základní škole, tajně miluje svou bývalou spolužačku z vysoké školy, Fialku – střapatou intelektuálku, která se chce stát spisovatelkou a která ho okouzlí svým výstředním a chaotickým, hlubokým přemýšlením a neřádným stylem života. Dvaadvacetiletá dívka k němu však cítí jen ryzí přátelství a obrací se k němu o radu se svými problémy – často mu volá před úsvitem a řeší spolu po telefonu složité kvízy, jako jaký je rozdíl mezi znakem a symbolem. Rozumějí si jako blíženci a jsou nejlepší kamarádi. Dívka tvrdí, že nikdy nepocítila milostné vzrušení – ale pak se náhle šíleně zamiluje do daleko starší, naprosto neintelektuální, ale nádherné a elegantní korejské obchodnice s vínem jménem Mjú. Mjú je bývalá klavíristka a Fialka hudbu miluje, takže si o hudbě dokážou povídat hodiny, ale i v jiných aspektech si obě ženy výborně rozumějí. Dívku láska zcela promění, a aby krásnou Mjú získala, začne se česat a oblékat do značkového zboží, pracuje v její kanceláři v exkluzivní části města na Roppongi a nakonec s ní odjede na nákup vína do Francie a Řecka. Na jednom z malých ostrůvků v Egejském moři se však ztratí. Mjú tam učitele zavolá, aby spolu dívku hledali a teprve na ostrově se muž dozvídá o platonické povaze vztahu obou žen. Pochopí, že dívka zmizela v okamžiku, kdy poznala, že s Mjú nemůže mít sexuální vztah, protože ta je frigidní. Když se Fialka přesvědčila, že její láska nikdy nenajde cíl, prostě zmizela ze světa, neboť už neměla proč žít. Zřejmě odešla do hor a umřela hlady, nebo ji vysál měsíc, ale nikdy se nedozvíme, co se vlastně stalo. Učitel se vrátí do Tokia, rozejde se se svou milenkou a čeká a čeká, zda mu jeho láska Fialka snad zase někdy nezavolá o čtvrté ráno. Nad celým románem, syrově romantickým milostným příběhem, se vznáší nádherné obrazy měsíce, který tu symbolizuje ženství, lásku, osamělost, mystérium a také nespavost mladé Fialky.

## Citace
(Fialka) „Když v koutku nebe na východě jako stará opotřebovaná ledvina visí v prázdnu ten otrava měsíc“ (S 30)
(Učitel) Drsná kamenná koule s tváří ohlodanou zubem neúprosného času. Plynuly po ní zlověstné stíny nejrůznějších tvarů, slepé rakovinné buňky napřahující chapadla po teple životních aktivit. Měsíční světlo křivilo veškeré zvuky, odplavovalo význam, mátlo mysl…A ono taky nechalo zmizet Fialku.  (S 170)
(Fialka) „Na nebi visí půlměsíc v naplesnivělým odstínu a podlaha je vystlaná špačkama od cigaret“ (S 207)
Na nebi putuje také metafora lidských vztahů – sputnik – klíč k názvu románu: (Učitel) „Uvažoval jsem, proč musíme být všichni tak osamělí…Zavřel jsem oči, nastražil uši a myslel na pokolení Sputniků brázdících nebeský prostor a spojených se Zemí jen nepatrným poutem gravitace. Na osamělé shluky plechu, které se náhodně setkávají, míjejí a pak zas navěky opouštějí v temnotách volného kosmu. Beze slov, bez závazných slibů. “ (S 179)